# Peter Stättmayer

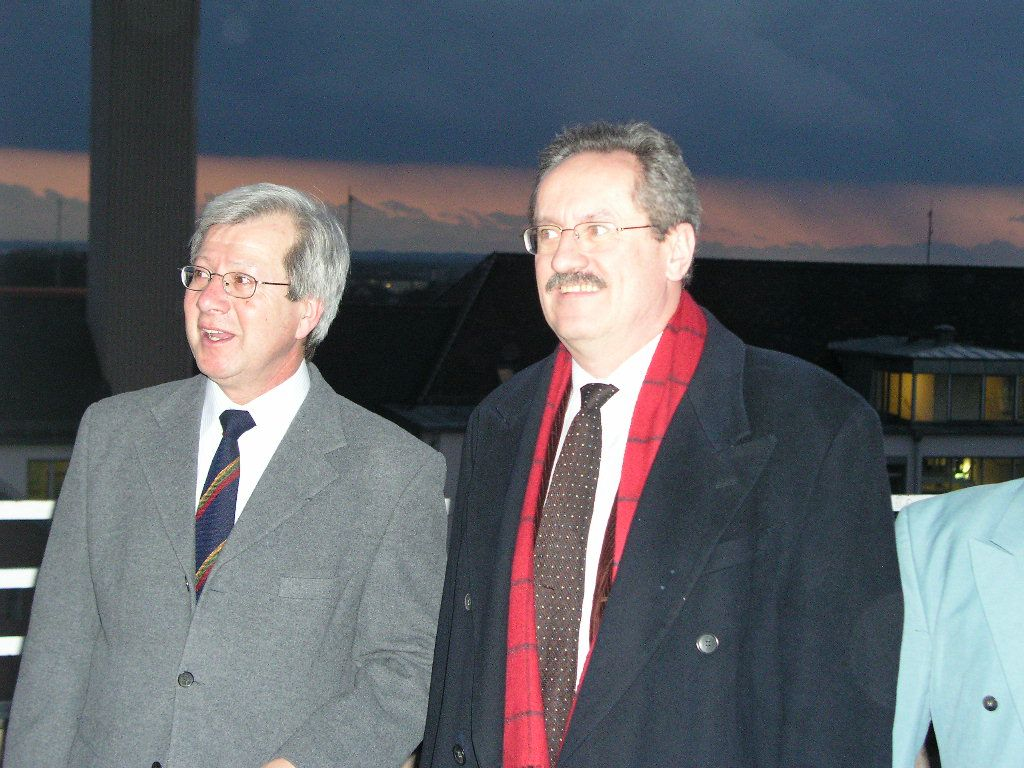
Peter Stättmayer (links) und Christian Ude auf der Plattform der Bayerischen Volkssternwarte München im Januar 2005

Peter Stättmayer (* 3. November 1945 in München; † 18. Oktober 2018 in Herrsching am Ammersee) war ein deutscher Astronom und langjähriger Leiter der Bayerischen Volkssternwarte München.

## Leben
Peter Stättmayer wuchs im Ortsteil Ramersdorf in München auf. Zunächst konnte er nicht Physik studieren, sondern machte eine Ausbildung zu einem physikalischen Assistenten. Auf dem zweiten Bildungsweg studierte er dann Elektrotechnik. Der gelernte Elektroingenieur Stättmayer machte mit besonderen Aufnahmen auf sich aufmerksam, unter anderem 1976 mit einem Bild des Kometen C/1975 V1 (West). Gut 20 Jahre später fertigte er eine Serie von Aufnahmen vom Kometen Hale-Bopp an. Mitte der 1980er Jahre entwickelte er ein Messfeldokular, welches unter anderem von Celestron vertrieben wird.
Stättmayer leitete die Bayerische Volkssternwarte München von 1991 bis 2015 (als Nachfolger von Hans Oberndorfer) und wurde von Presse und Fernsehen mehrfach als Experte herangezogen.
Er übersetzte zudem das Fachbuch Der Weltraum: Planeten, Sterne, Galaxien und die Kinderbücher Astronomie und Bildatlas des Weltalls.
Der Asteroid (3398) Stättmayer wurde nach ihm benannt.
Peter Stättmayer starb nach kurzer schwerer Krankheit und wurde am Ostfriedhof beigesetzt.